# Canadian Soccer League 2020
La Canadian Soccer League fue la 23.ª edición de la liga semiprofesional del fútbol canadiense, la cual comenzó el 15 de agosto con la participación de 5 equipos y finalizó el 17 de octubre.

## Cambios para la temporada 2020
El 29 de marzo de 2020, la CSL lanzó un calendario provisional de partidos debido a la Pandemia de COVID-19. Siguiendo las recomendaciones de los funcionarios de salud, el cronograma se prolongó por otro mes con la intención de cumplir toda la temporada programando partidos durante la semana. El 8 de julio de 2020, la liga anunció su calendario con el comienzo a partir de principios de agosto con siete equipos que regresan de la temporada anterior. Todos los partidos programados para el Centennial Park Stadium en Toronto, Ontario con Kingsman SC, FC Ukraine United y SC Waterloo Region no participando en la temporada.
El calendario se pospuso una semana más y la temporada comenzó el 15 de agosto de 2020. El 27 de junio de 2020, la liga lanzó oficialmente su calendario de 2020 y confirmó la fecha de inicio para el 15 de agosto de 2020, con todos los partidos de agosto jugados en el Esther Shiner Stadium y los partidos de los meses restantes jugados en el Centennial Park Stadium. Originalmente, CSC Mississauga y Real Mississauga SC se anunciaron como equipos participantes, pero no se incluyeron en el calendario revisado.

## Participantes
| Equipo               | Ciudad                            | Estadio                                       | Entrenador      |
| -------------------- | --------------------------------- | --------------------------------------------- | --------------- |
| Brantford Galaxy     | Brantford (Ontario)               | Esther Shiner Stadium Centennial Park Stadium | Milan Prpa      |
| FC Vorkuta           | Vaughan (Ontario) (Woodbridge)    | Esther Shiner Stadium Centennial Park Stadium | Denys Yanchuk   |
| Hamilton City SC     | Hamilton (Ontario) (Stoney Creek) | Esther Shiner Stadium Centennial Park Stadium | Sasa Vukovic    |
| Scarborough SC       | Toronto (Ontario) (Scarborough)   | Esther Shiner Stadium Centennial Park Stadium | Zoran Rajovic   |
| Serbian White Eagles | Toronto (Ontario) (Etobicoke)     | Esther Shiner Stadium Centennial Park Stadium | Uros Stamatovic |

## Clasificación
| Pos. | Equipo               | Pts. | PJ | G | E | P | GF | GC | Dif. | Clasificación 2020              |
| ---- | -------------------- | ---- | -- | - | - | - | -- | -- | ---- | ------------------------------- |
| 1    | Scarborough SC       | 15   | 8  | 5 | 0 | 3 | 18 | 16 | +2   | Clasificación a las semifinales |
| 2    | FC Vorkuta           | 15   | 8  | 4 | 3 | 1 | 16 | 8  | +8   | Clasificación a las semifinales |
| 3    | Hamilton City SC     | 14   | 8  | 4 | 2 | 2 | 19 | 19 | 0    | Inelegible para los Playoffs    |
| 4    | Serbian White Eagles | 10   | 8  | 3 | 1 | 4 | 20 | 16 | +4   | Clasificación a las semifinales |
| 5    | Brantford Galaxy     | 3    | 8  | 1 | 0 | 7 | 9  | 23 | −14  |                                 |

Actualizado a los partidos jugados el 3 de octubre de 2020.
 Fuente: CSL
1. ↑  Hamilton terminó la temporada con una mala reputación y fue eliminado de los playoffs.

## Partidos
| FC Vorkuta       | 2-0 | Brantford Galaxy SC  | Esther Shiner Stadium | 15 de agosto | 18:00 |
| Hamilton City SC | 6-4 | Serbian White Eagles | Esther Shiner Stadium | 15 de agosto | 20:00 |

| Scarborough SC       | 7-2 | Hamilton City SC | Esther Shiner Stadium | 22 de agosto | 18:00 |
| Serbian White Eagles | 1-3 | FC Vorkuta       | Esther Shiner Stadium | 22 de agosto | 20:00 |

| Brantford Galaxy | 0-4 | Serbian White Eagles | Esther Shiner Stadium | 29 de agosto | 18:00 |
| FC Vorkuta       | 0-1 | Scarborough SC       | Esther Shiner Stadium | 30 de agosto | 20:00 |

| Hamilton City SC | 1-1 | FC Vorkuta       | Centennial Park Stadium | 1 de septiembre | 20:15 |
| Scarborough SC   | 4-2 | Brantford Galaxy | Centennial Park Stadium | 2 de septiembre | 20:15 |

| Brantford Galaxy     | 2-5 | FC Vorkuta       | Centennial Park Stadium | 5 de septiembre | 18:00 |
| Serbian White Eagles | 3-4 | Hamilton City SC | Centennial Park Stadium | 5 de septiembre | 20:00 |

| Hamilton City SC | 1-2                                                                                                   | Scarborough SC       | Centennial Park Stadium | 12 de septiembre | 18:00 |
| FC Vorkuta       | 1-1 (enlace roto disponible en Internet Archive; véase el historial, la primera versión y la última). | Serbian White Eagles | Centennial Park Stadium | 12 de septiembre | 20:00 |

| Hamilton City SC | 1-0 | Brantford Galaxy SC  | Centennial Park Stadium | 19 de septiembre | 18:00 |
| Scarborough SC   | 0-3 | Serbian White Eagles | Centennial Park Stadium | 19 de septiembre | 20:00 |

| Brantford Galaxy SC  | 1-3 | Hamilton City SC | Centennial Park Stadium | 23 de septiembre | 20:15 |
| Serbian White Eagles | 3-0 | Scarborough SC   | Centennial Park Stadium | 24 de septiembre | 20:15 |

| Brantford Galaxy SC | 2-3 | Scarborough SC   | Centennial Park Stadium | 26 de septiembre | 18:00 |
| FC Vorkuta          | 1-1 | Hamilton City SC | Centennial Park Stadium | 26 de septiembre | 20:00 |

| Scarborough SC       | 1-3 | FC Vorkuta          | Centennial Park Stadium | 3 de octubre | 18:00 |
| Serbian White Eagles | 1-2 | Brantford Galaxy SC | Centennial Park Stadium | 3 de octubre | 20:00 |

## Play-offs

### Semifinales
| 10 de octubre de 2020 | FC Vorkuta                | 2:1 (1:1, 0:1) (t. s.) | Serbian White Eagles | Centennial Park Stadium, Toronto |  |
| 15:00                 | Temniuk 70' · Melnyk 107' | Reporte                | Vukomanovic 37'      |                                  |  |

### Final
| 17 de octubre de 2020 | Scarborough SC | 1:2 (1:0) | FC Vorkuta                    | Estadio Racco Park, Vaughan |                       |
| 16:00                 | Angelov 40'    | Reporte   | Borovskyi 56' · Chornomaz 70' | Árbitro(s): Braden K.       | Árbitro(s): Braden K. |

## Goleadores
Actualizado el 17 de octubre de 2020.
| Posición | Jugador         | Club                 | Goles |
| -------- | --------------- | -------------------- | ----- |
| 1        | Moussa Limane   | Scarborough SC       | 7     |
| 2        | Luke Rankin     | Hamilton City SC     | 6     |
| 3        | Dusan Kovacevic | Serbian White Eagles | 5     |
| 3        | Mykola Temniuk  | FC Vorkuta           | 5     |
| 4        | Misel Klisara   | Serbian White Eagles | 4     |
| 5        | Arsen Platis    | Hamilton City SC     | 3     |